# Gaddlösa bin
Gaddlösa bin (Meliponini) är en tribus i överfamiljen bin och familjen långtungebin.  

## Beskrivning
Tribusen är ett både gammalt och artrikt taxon som härstammar från krittiden. De ingående arterna är genomgående småväxta; vissa blir bara ett par millimeter långa. Som det svenska namnet antyder, saknar de en fungerande gadd.

## Ekologi
De ingående arterna är alla sociala bin; de lever i samhällen med tre kaster, drottningar (fertila honor), arbetare (normalt icke-fertila honor) och hanar.
Vissa släkten lägger ut ett doftspår med hjälp av sekret från munkörtlarna för att visa vägen till en födokälla. Hos andra kan en arbetare som funnit en rik födokälla flyga före för att leda andra arbetare till denna.

### Försvar

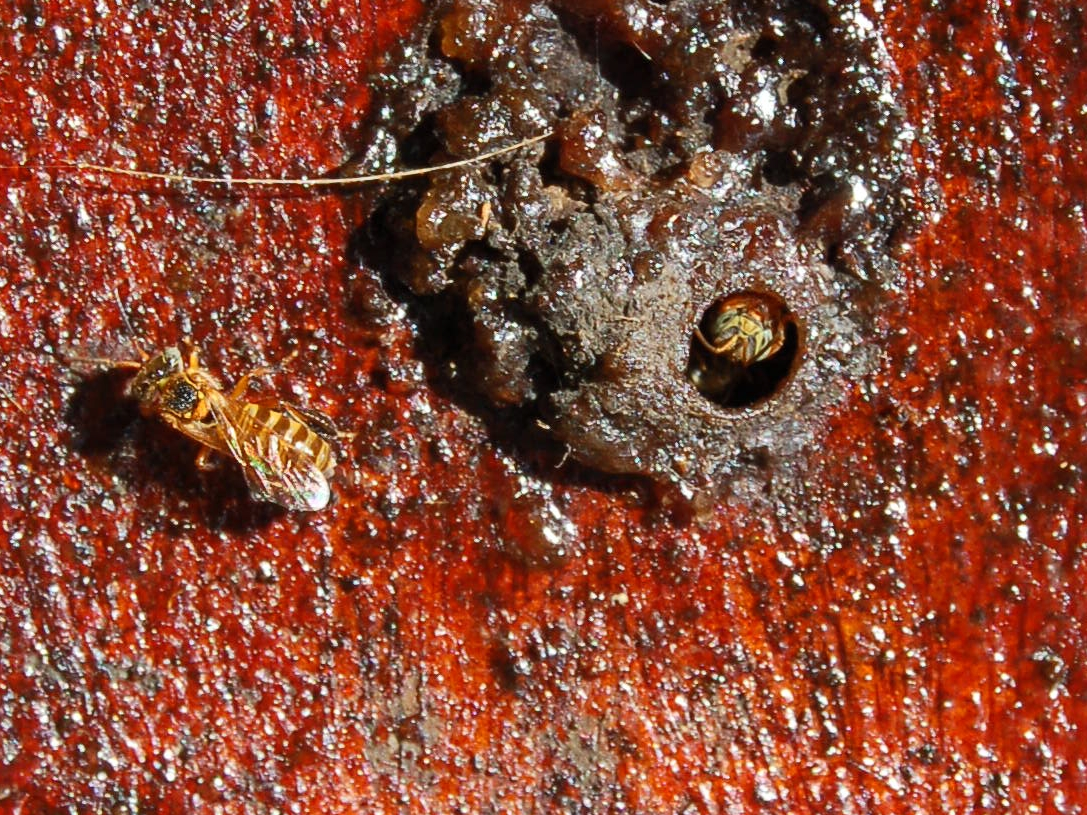
Arbetare av Frieseomelitta varia på vakt intill boets ingång

Trots avsaknaden av en fungerande gadd försvarar de flesta gaddlösa bin sig effektivt; de har kraftiga käkar, och kan bitas ordentligt. En annan typ av försvar är att dränka fiender i kåda. Släktena Oxytrigona och Melipona har giftkörtlar som producerar myrsyra förbundna med käkarna, och kan därför leverera mycket smärtsamma bett. Slutligen finns det släkten, Aparatrigona, Paratrigona, Partamona, Plebeia, Scaura, Schwarzula, Sundatrigona och Trigona, som använder ett mera passivt försvar; de bygger sina bon i eller vid termitstackar, getingbon eller myrbon.
Vissa släkten försvarar dessutom sina bon oförskräckt mot fiender; samma gäller födokällor, som ofta försvaras mot andra bin.

### Bobyggnad

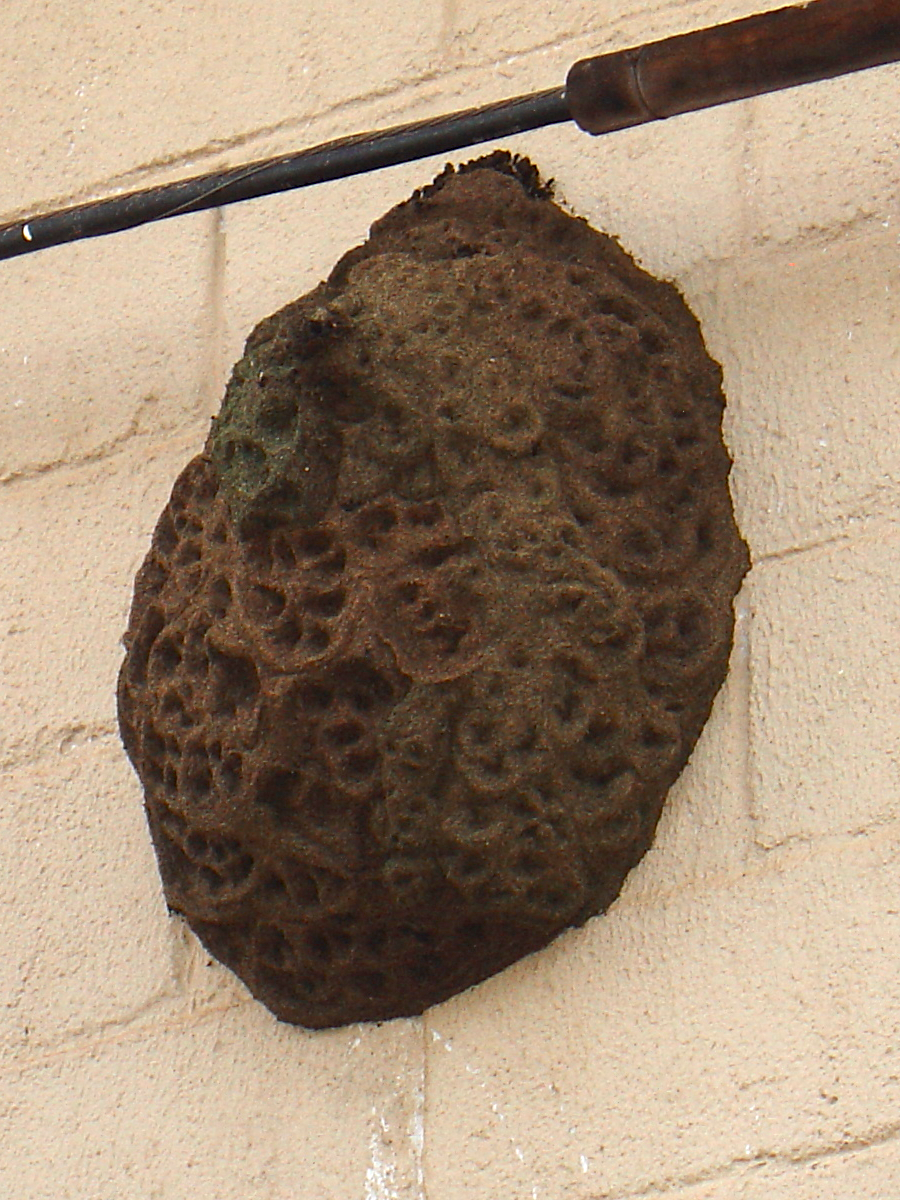
Ett några månader gammalt bo av Trigona spinipes, placerat mot en vägg. Ytterhöljet av just denna arts bo består av växtfibrer och kåda.

Bona hos gaddlösa bin är stabila konstruktioner som existerar i många år. Till skillnad från hos honungsbin byggs i regel inte bona enbart av vax; i stället används cerumen, en blandning av vax och kåda, och propolis, ofta med inblandning av avfall och jord samt växtmaterial som fibrer och pollen. Det förekommer också att bona enbart byggs av växtmaterial som löv och fibrer blandat med kåda.
Undantag är vissa släkten som Trigonisca och arten Leurotrigona muelleri, som bygger sina bon av rent vax.
Utseendet och lokaliseringen av boet varierar betydligt mellan släktena och arterna. Vissa bygger bona öppet eller halvöppet, i trädens lövverk, buskage och övergivna fågelbon. De flesta arterna bygger dock boet i någon form av slutet utrymme, som ihåliga träd, torrt trävirke som döda stammar och timmer eller i underjordiska rum som övergivna myrbon eller bland trädrötter. Som nämnts ovan förekommer det också att bona byggs i eller nära bon av andra insekter som kan erbjuda någon form av skydd, som termiter, getingar eller myror.
Precis som hos honungsbina förvaras pollen och honung i celler; dessa är emellertid inte sexkantiga, utan runda till ovala.

### Fortplantning
Gaddlösa bin parar sig endast en gång; efter parningen utvecklas honans äggstockar och bakkroppen tillväxter kraftigt, så att hon inte längre kan flyga. Larverna matas inte av arbetarna som hos honungsbin, utan ägget placeras i en cell tillsammans med en klump honung/nektar och pollen, på samma sätt som hos solitära bin och många humlor. De gaddlösa bina svärmar inte som hos honungsbin; när ett nytt samhälle grundas, är det en långt mer planerad process, som inleds med att arbetare från modersamhället börjar bygga ett nytt bo. Först när detta är klart flyttar den nya drottningen dit i samband med sin parningsflykt. Det förekommer att en del av arbetarna som var involverade i bobyggnaden flyttar tillbaka till moderkolonin.

## Utbredning
Tribuset förekommer i större delen av världens tropiska och subtropiska områden: Framför allt i Sydamerika, men också i Afrika, Asien och Australien.

## Taxonomi
Ingående släkten:
- Apotrigona Moure, 1961
- Austroplebeia Moure, 1961
- Axestotrigona Moure, 1961
- Camargoia Moure, 1989
- Cephalotrigona Schwarz, 1940
- Cleptotrigona Moure, 1961
- Dactylurina Cockerell, 1934
- Duckeola Moure, 1944
- Friesella Moure, 1946
- Frieseomelitta Ihering, 1912
- Geniotrigona Moure, 1961
- Geotrigona Moure, 1943
- Heterotrigona Schwarz, 1939
- Homotrigona Moure, 1961
- Hypotrigona Cockerell, 1934
- Lepidotrigona Schwarz, 1939
- Lestrimelitta Friese, 1903
- Leurotrigona Moure, 1950
- Liotrigona Moure, 1961
- Lisotrigona Moure, 1961
- Lophotrigona Moure, 1961
- Meliplebeia Moure, 1961
- Melipona Illiger, 1806
- Meliponula Cockerell, 1934
- Meliwillea Roubik, Segura & Camargo, 1997
- Mourella Schwarz, 1946
- Nannotrigona Cockerell, 1922
- Nogueirapis Moure, 1953
- Odontotrigona Moure, 1961
- Oxytrigona Cockerell, 1917
- Papuatrigona Michener & Sakagami, 1990
- Paratrigona Schwarz, 1938
- Paratrigonoides Camargo & Roubik, 2005
- Pariotrigona Moure, 1961
- Partamona Schwarz, 1939
- Platytrigona Moure, 1961
- Plebeia Schwarz, 1938
- Plebeiella Moure, 1961
- Plebeina Moure, 1961
- Ptilotrigona Moure, 1951
- Scaptotrigona Moure, 1942
- Scaura Schwarz, 1938
- Schwarziana Moure, 1943
- Schwarzula Moure, 1946
- Sundatrigona Inoue & Sakagami, 1993
- Tetragona Lepeletier& Audinet-Serville, 1828
- Tetragonilla Moure, 1961
- Tetragonisca Moure, 1946
- Tetragonula Moure, 1961
- Tetrigona Moure, 1961
- Trichotrigona Camargo & Moure, 1983
- Trigona Jurine, 1807
- Trigonisca Moure, 1950